# Accords de Munich
À ne pas confondre avec le traité de Munich signé en 1816.
 (mai 2016).
Les accords de Munich sont signés entre l'Allemagne, la France, le Royaume-Uni et l'Italie représentés respectivement par Adolf Hitler, Édouard Daladier, Neville Chamberlain et Benito Mussolini à l'issue de la conférence de Munich du 29 au 30 septembre 1938. Le président tchécoslovaque, Edvard Beneš, et le secrétaire général du Parti communiste de l'Union soviétique, Joseph Staline, ne sont pas invités.
Ces accords ont pour but de régler la crise des Sudètes mais indirectement scellent le sort de la Tchécoslovaquie en tant qu'État indépendant. Ils permettent à Hitler d'annexer les régions tchécoslovaques peuplées majoritairement d'Allemands ethniques. Les accords sont considérés comme ayant mis un terme à la Première république tchécoslovaque. La « Deuxième république tchécoslovaque » ne survivra que quelques mois avant son démembrement.

## De Versailles à Munich
Même si l'on se réfère souvent au traité de Versailles, c'est en fait le traité de Saint-Germain-en-Laye qui entérine la situation de fait depuis novembre 1918 lors de la proclamation de la République tchécoslovaque, qui fait droit à la revendication des Tchèques, des Slovaques et des Ruthènes subcarpatiques de se doter d'un pays commun, en se référant au souvenir de la Grande-Moravie et selon le principe de Woodrow Wilson du « droit des peuples à disposer d'eux-mêmes ». Toutefois, ce traité inclut des territoires de la Bohême, de la Moravie, de la Slovaquie, de la Ruthénie et de la Silésie où vivent des minorités, voire des majorités locales autres : les Allemands des Sudètes, les Hongrois de Slovaquie et les Polonais de Silésie qui revendiquaient d'être rattachés respectivement à l'Allemagne, à la Hongrie et à la Pologne. L'argumentaire du Troisième Reich et de la Hongrie à Munich était que Karel Kramář et Edvard Beneš, représentants tchécoslovaques à Saint-Germain, auraient minimisé ou occulté l'existence des Allemands (Sudètes), des Hongrois des Polonais et des autres minorités, et que la Tchécoslovaquie issue de ce traité serait « une construction contre nature où les Tchèques et les Slovaques combinés ne représentent qu'à peine plus de 50 % de la population ». Allemands et Hongrois rappellent aux Tchèques qu'ils ont passé des siècles dans la sphère culturelle et politique allemande, aux Slovaques et aux Ruthènes qu'ils ont fait partie durant mille ans de la Grande Hongrie historique, et affirment que ces destinées séparées en ont fait deux nations distinctes, réunies de manière arbitraire à Saint-Germain dans un « État artificiel et illégitime ».

### Crise des Sudètes
En novembre 1918, les Allemands des Sudètes deviennent une minorité au sein de l'État tchécoslovaque nouvellement créé. Leurs députés refusent l'adhésion au nouvel État, exigent le rattachement de leurs régions à l'État autrichien et établissent quatre gouvernements régionaux :
- Böhmerwaldgau, au sud de la Bohême, demandant son rattachement au Kreis d'Oberösterreich (la Haute-Autriche) ;
- Deutschböhmen, au nord-ouest de la Bohême ;
- Sudetenland, en Moravie du nord et Silésie autrichienne (historiquement la région des Sudètes) ;
- Südmähren, en Moravie du sud, demandant son rattachement au Kreis de Niederösterreich (la Basse-Autriche).

Collectivement, ces régions sont appelées la Sudetenland. Les citoyens de nationalité allemande sont 3 millions dans un pays de 15 millions d’habitants.
Cependant, jusqu'en 1935, seule une minorité des députés germanophones des Sudètes demande au parlement tchécoslovaque la sécession complète de leur région, et certains Allemands des Sudètes participent même aux coalitions gouvernementales.
La crise économique de 1929 a une influence importante dans les régions industrielles des Sudètes, où le chômage s'élève très rapidement, accentuant les conflits nationalistes. L'opposition entre les Allemands et les Tchèques s'intensifie tout au long des années 1930, ponctuées par les bouleversements qui surviennent en Allemagne à la suite de la prise du pouvoir par Hitler en 1933. La minorité allemande (majoritaire dans les régions concernées), emmenée par le nazi Konrad Henlein, amplifie ses exigences et la crise éclate après l'Anschluss de l'Autriche au Reich en 1938. Il est alors évident que la prochaine exigence de Hitler sera le rattachement de la région des Sudètes.

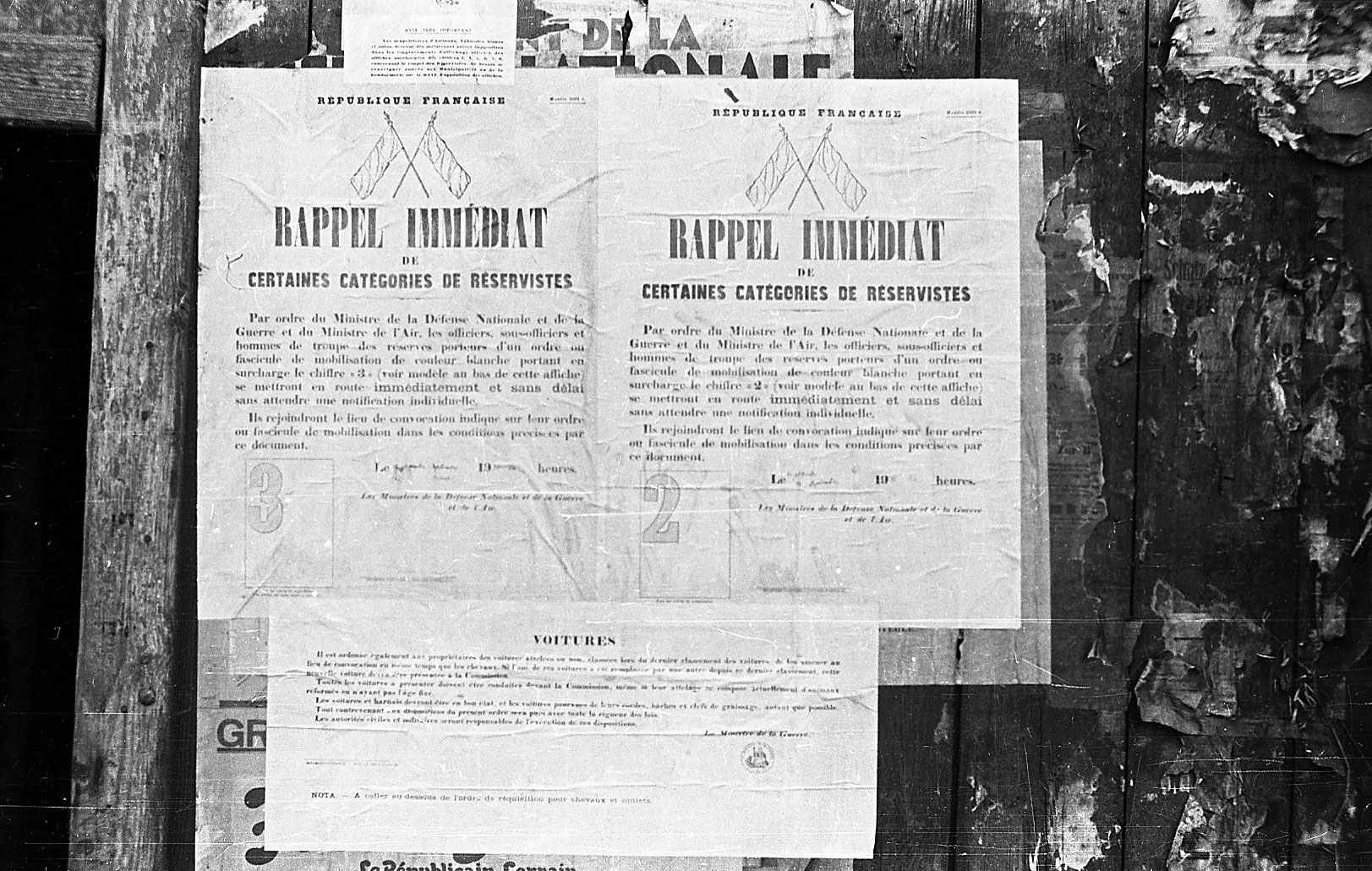
Mobilisation de réservistes pendant la crise des Sudètes : affiche placardée à Metz.

Le Troisième Reich s'étant endetté pour sortir des conséquences de la crise économique de 1929, Hitler pousse au conflit, mais est retenu par Mussolini, qui est réticent à un conflit européen et préfère négocier. La tension atteint son paroxysme lorsqu'Hitler, invoquant à son tour le droit des peuples à disposer d'eux-mêmes, annonce qu'il annexera cette région quoi qu'il arrive le 1er octobre 1938 en sachant parfaitement que cela équivaudrait à une déclaration de guerre avec la France et le Royaume-Uni, alliés de la Tchécoslovaquie. D'ailleurs la France mobilise ses troupes, mais sur proposition de Benito Mussolini, Hitler accepte d’organiser une « conférence de la dernière chance » qui se tient à Munich, au Führerbau, en septembre 1938.

### Position soviétique
L'Union soviétique réclame la tenue immédiate de négociations militaires entre des représentants des forces soviétiques, françaises et tchécoslovaques et l'inscription de la crise à l'ordre du jour de l'assemblée générale de la Société des Nations. L'ambassadeur soviétique, Ivan Maïski, indique que son pays est disposé à apporter une aide militaire à la Tchécoslovaquie, à condition que la France en fasse autant.
Entre le 21 et le 23 septembre, l'Armée rouge mobilise et déploie des forces considérables près de Kiev et en Biélorussie : environ 60 divisions d'infanterie, 16 divisions de cavalerie, 6 corps de chars et 17 brigades aériennes. N'ayant pas de frontière avec la Tchécoslovaquie, l'Union soviétique demande à la Pologne et à la Roumanie un accord pour traverser leurs territoires. Si la Roumanie semble accepter, la Pologne refuse, et la France n'intervient pas pour convaincre son alliée. La position polonaise s'explique par sa crainte que l'armée soviétique, une fois en Pologne, s'y installe pour ré-annexer ce pays, comme la Russie l'a fait à plusieurs reprises et encore tenté en 1920.
Le ministre britannique des Affaires étrangères, Edward Frederick Lindley Wood, fait savoir à son homologue soviétique, Maxime Litvinov, que sa présence n'est pas souhaitable afin de ne pas « provoquer » » Hitler. Indigné par cette humiliation, Litvinov dénonce une « capitulation » qui ne peut qu'avoir « d'incalculables et désastreuses conséquences ». Le faible intérêt des gouvernements français et britannique pour une intervention soviétique s'explique à la fois par leur méfiance envers Staline, notamment en ce qui concerne l'indépendance de la Pologne et de la Roumanie, et par l'incapacité de l'Armée rouge à mener une guerre contre l'armée allemande : les Grandes Purges depuis 1937 ont décapité, désorganisé et démoralisé l'armée soviétique, notamment en supprimant la plupart de ses officiers généraux et supérieurs, les « divisions » qu'elle déploie en Biélorussie sont des troupes sans instruction ni cohésion, faute de commandement expérimenté.

## Conférence de Munich

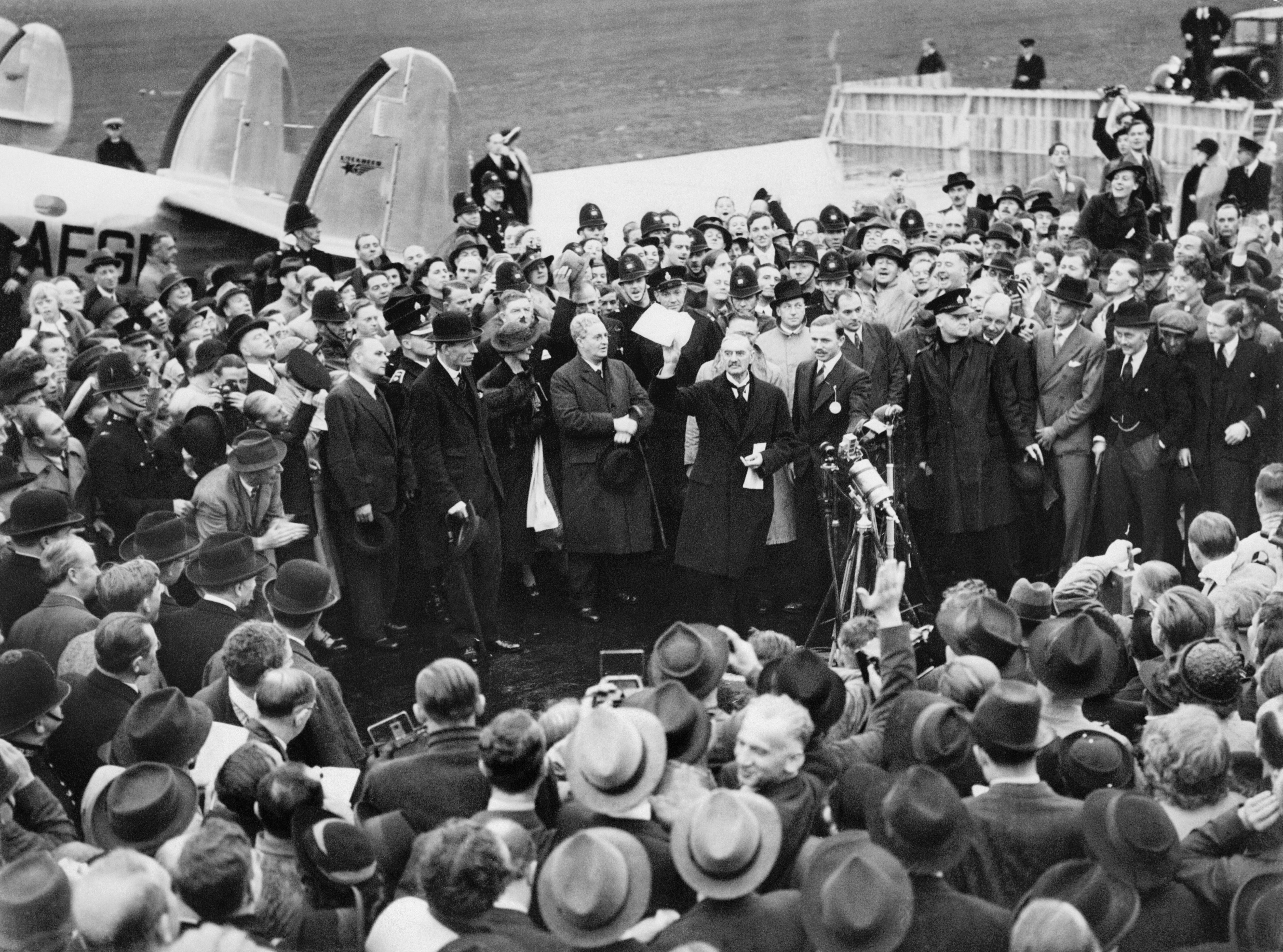
À son retour de Munich le 30 septembre 1938, Neville Chamberlain brandit l'accord à l'aéroport londonien de Heston. Le même jour, au 10 Downing Street, le Premier ministre britannique déclare : I believe it is peace for our time.

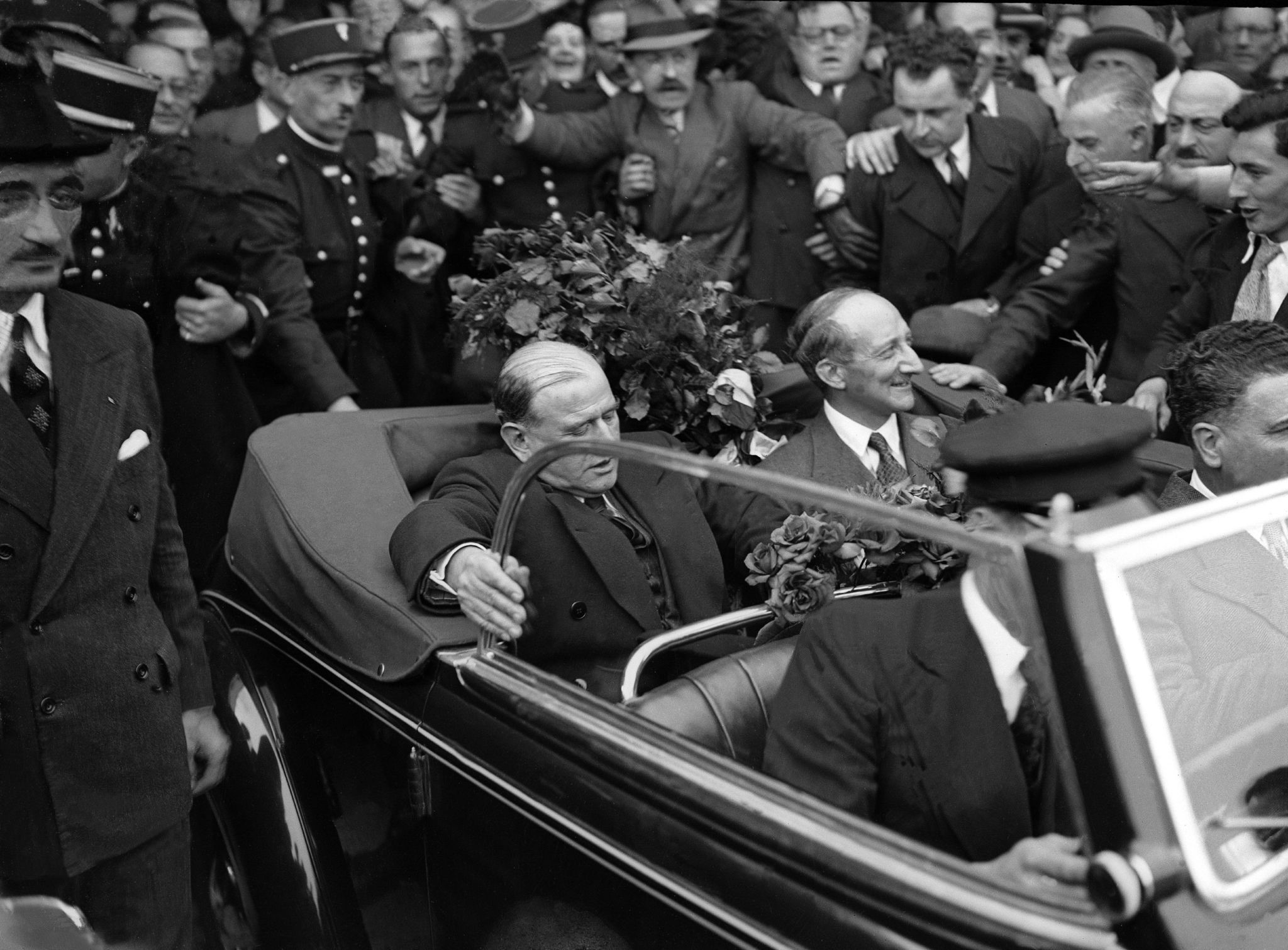
Le 30 septembre 1938, la foule ovationne Édouard Daladier et Georges Bonnet installés à bord d'une Hotchkiss noire décapotable qui les ramène de l'aérodrome du Bourget à Paris. Le sourire du ministre des affaires étrangères contraste avec la sombre mine du président du Conseil.

La France de Daladier a un traité d'alliance avec la Tchécoslovaquie mais n'est pas prête pour la guerre : elle est à la veille d'élections, situation peu favorable à une opération militaire d'envergure, et ne souhaite pas entrer en guerre sans la présence du Royaume-Uni à ses côtés. La France abandonne donc la Tchécoslovaquie. En France, Munich fait consensus. La plupart des hommes politiques sont « munichois », et les hommes politiques « antimunichois » sont dispersés sur l'échiquier politique. La droite (sauf le député nationaliste Henri de Kérillis) et la gauche modérée (SFIO et radicaux) approuvent (sauf Jean Bouhey, député SFIO de la Côte-d'Or). Léon Blum, bien qu'il vote pour les accords, est partagé entre « un lâche soulagement et la honte ». La signature est celle du radical-socialiste Daladier, président du Conseil. Seuls les communistes votent contre la ratification des accords à la Chambre, ce qui provoque la fin officielle du Front populaire, bien qu'il ait déjà cessé dans les faits, et Daladier rompt avec les communistes.
Les accords prévoient l'évacuation du territoire des Sudètes par les Tchèques avant le 10 octobre 1938, son occupation progressive par les troupes allemandes et la rétrocession d'une partie de la Silésie à la Pologne (906 km2 - 258 000 habitants).
En plus de ces accords, Chamberlain repart avec une résolution supplémentaire entre le Royaume-Uni et l'Allemagne engageant les parties à négocier de manière pacifique leurs différends futurs. Chamberlain brandit ce document à son arrivée à Londres, lors de l'accueil triomphal qui lui est fait ; il est même surnommé the peacemaker (« faiseur de paix »). L'opinion publique, consciente qu'on vient de frôler un conflit majeur, est soulagée et reconnaissante de ces accords de paix, mais de nombreux commentateurs n'y voient qu'un compromis lâche et dilatoire : Winston Churchill écrit à David Lloyd George avant la conférence « J’ai l’impression que nous allons devoir choisir pendant les prochaines semaines entre la guerre et le déshonneur, et j’ai assez peu de doute sur l’issue de ce choix » et l'historien William Manchester transforme cela après la guerre en « Le gouvernement avait le choix entre la guerre et le déshonneur ; il a choisi le déshonneur et il aura la guerre »,.
À son retour en France, Daladier s'attend à être hué pour avoir cédé à Hitler en livrant la Tchécoslovaquie sans contrepartie, sinon de vagues promesses de paix ; à sa grande surprise, il est lui aussi vivement acclamé au Bourget, à sa sortie de l'avion l'ayant ramené à Paris, pour avoir « sauvé la paix » : c'est là qu'il aurait dit à l'attention de son directeur de cabinet « Ah les cons ! S'ils savaient ».
À cette occasion est réalisé le premier sondage d'opinion en France, par l'Institut français d'opinion publique (IFOP). Il fait apparaître que 57 % des personnes interrogées sont favorables aux accords, mais que 70 % estiment qu'il ne faudrait plus accepter aucune autre concession.

## Conséquences

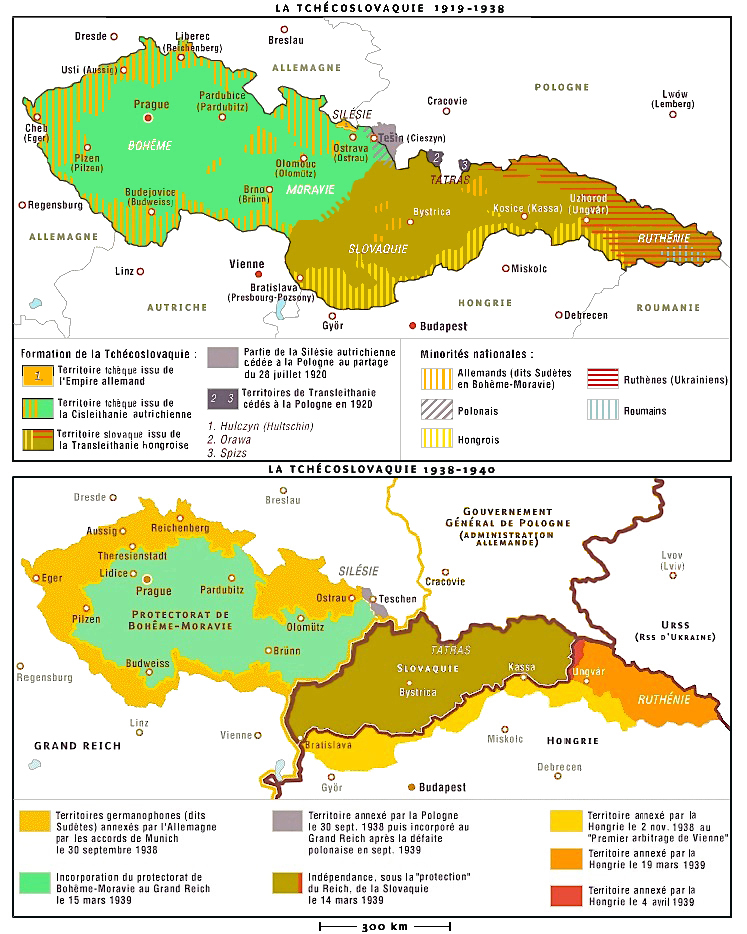
Le démembrement de la Tchécoslovaquie
1. L'Allemagne occupe les Sudètes (octobre 1938).
2. La Pologne envahit la région de Zaolzie (Teschen) (octobre 1938).
3. La Hongrie occupe le Sud de la Slovaquie (novembre 1938).
4. Autonomie de la Ruthénie subcarpathique (novembre 1938). La Hongrie occupe la Ruthénie subcarpathique (mars 1939).
5. L'Allemagne occupe et satellise le protectorat de Bohême-Moravie (mars 1939).
6. L'Allemagne satellise la République slovaque (mars 1939).
7. La Hongrie s'agrandit encore au détriment de la République slovaque à l'issue de la courte guerre hungaro-slovaque (avril 1939).

### Immédiates

#### Démantèlement de la Tchécoslovaquie
Le gouvernement tchécoslovaque capitule le 30 septembre 1938 et se soumet aux termes des accords de Munich. Le même jour, la Pologne donne un ultimatum au gouvernement tchécoslovaque et occupe les territoires contestés de la Zaolzie (région de Český Těšín). Le président tchécoslovaque Beneš démissionne le 5 octobre.

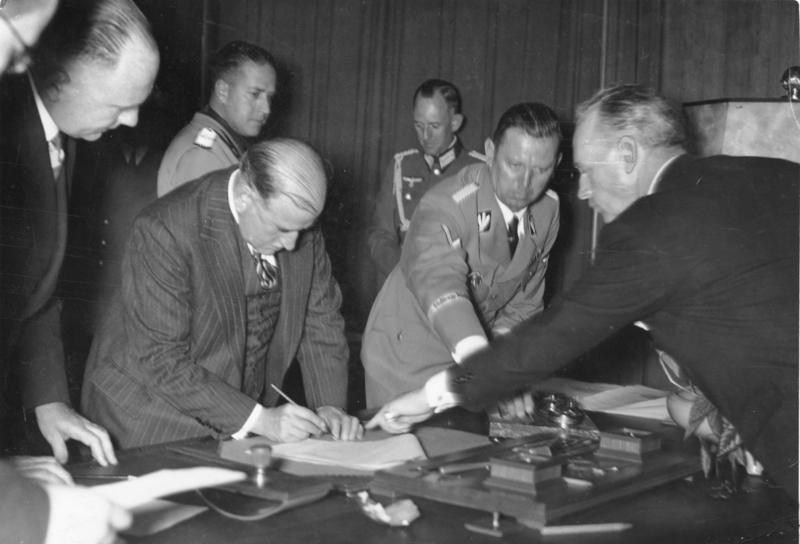
Édouard Daladier signe l'accord de Munich.

L'occupation des territoires sudètes a pour conséquence l'expulsion des habitants tchèques de ces régions. Selon les sources, entre 150 000 et 250 000 Tchèques quittent les territoires accordés à l'Allemagne. En quelques semaines, la Tchécoslovaquie perd 41 098 km2 et 4 879 000 habitants.
La Tchécoslovaquie perd surtout ses défenses militaires. L'équivalent de la ligne Maginot construit en grande partie aux marges sudètes du pays se retrouve désormais aux mains du Reich. Sans cette ligne de défense, l'indépendance du pays est plus théorique que réelle et dépend entièrement du bon vouloir nazi et des puissances occidentales, qui ont garanti ses nouvelles frontières lors des accords de Munich.
La désillusion des Tchèques vis-à-vis des alliés est immense et s'exprime amèrement dans leur presse, sous les expressions de « trahison de l'Ouest », « sur nous (à notre sujet) sans nous », la « trahison de Munich » ou encore la « trahison des alliés ».
Cette dure crise permet aux gouvernements démocrates de mieux prendre la mesure du danger représenté par Adolf Hitler. En mars 1939, les armées de la Wehrmacht, violant délibérément les accords signés à peine six mois plus tôt à Munich, envahissent et occupent le reste de la Bohême et de la Moravie pour y établir le protectorat de Bohême-Moravie, et la République slovaque devient un État « indépendant », contrôlé par le Reich allemand, sous la houlette de Jozef Tiso. Le Royaume-Uni et la France commencent alors la mobilisation de leurs troupes, mais aucune action concrète n'est prise. Le 1er septembre 1939, c'est l'invasion de la Pologne par Hitler, décidée secrètement et de manière coordonnée avec l'Union soviétique une semaine plus tôt, qui marque le début de la Seconde Guerre mondiale.

#### Nouvelle donne internationale
En préparation d'un affrontement que beaucoup redoutent, les puissances européennes mettent leurs armées sur le pied de guerre pour la première fois depuis la Première Guerre mondiale. Si un accord est trouvé mettant un terme temporaire à la question sudète et la guerre évitée, il est néanmoins clair que le pire est à venir. La France modifie alors sa loi de programmation militaire pour renforcer son équipement.
Une autre conséquence majeure passe presque inaperçue mais est lourde de conséquences. Les Allemands, en occupant la Tchécoslovaquie, mettent la main sur les entreprises tchèques d'armement, Škoda en particulier. Les chars tchèques sont de meilleure qualité que les blindés allemands, majoritairement légers en 1939. Certaines divisions, comme la 7e Panzerdivision de Rommel, sont équipées essentiellement de chars LT-35 et LT-38. En cédant face à Hitler, les futurs alliés renforcent son prestige et sa mainmise sur l'Europe centrale mais aussi sa force militaire brute avec l'apport de près de 400 chars largement supérieurs aux 1 400 Panzer I et II. L'historien Christopher Browning souligne également que « l'industrie militaire tchèque réquisitionnée produisit un tiers des nouveaux modèles III et IV de chars d'assaut, cruciaux dans la victoire allemande en Pologne puis en France ».
La France et le Royaume-Uni sont discrédités sur le plan international. L'Union soviétique veut voir dans ces accords le risque d'un front commun occidental contre elle. Cette situation internationale nouvelle mènera aux négociations conduisant au pacte germano-soviétique d'août 1939.
En Allemagne, du fait de ses succès en politique extérieure sans guerre, le prestige d'Hitler devient immense et fait taire les derniers opposants, notamment dans l'armée, qui l'avaient critiqué comme un aventurier dont la politique conduirait à des catastrophes. Ainsi les accords font avorter un premier projet de coup d'État militaire contre Hitler.

### Expulsion des Sudètes par la Tchécoslovaquie d'après le conflit mondial (1945-1947)
Souvent associée aux décrets Beneš, l'expulsion et la « relocalisation » des Allemands des Sudètes est une décision de la conférence de Potsdam en 1945 qui ordonne le transfert de quelque onze millions d'Allemands de Tchécoslovaquie, Pologne et Hongrie.
La Tchécoslovaquie expulse donc entre 1945 et 1947 trois millions de ses ressortissants allemands, qui sont soupçonnés d'avoir soutenu le régime nazi ou le parti allemand pro-nazi de Konrad Henlein à l'exception des combattants antinazis et des personnes rendues indispensables de par leurs qualifications : 250 000 personnes et près de 10 % du total.
Les biens de ces Allemands sont confisqués par les décrets Beneš, et ces citoyens sont déchus de leur nationalité tchécoslovaque.
Un accord entre l'Allemagne de l'Ouest et la Tchécoslovaquie est signé le 19 juin 1973 qui reconnaît la nullité juridique des accords de Munich, sans toutefois en préciser les effets.

### La question des restitutions
Ces décrets ont eu longtemps après guerre une influence sur les relations entre la Tchécoslovaquie, devenue ensuite Tchéquie et ses voisins autrichien et allemand, qui, bien que leurs gouvernements respectifs considèrent la question close, sont restés soumis aux pressions des associations de déplacés (notamment en Bavière), revendiquent la révocation de ces décrets. Le vieillissement et la disparition progressive des personnes ainsi expulsées et l'entrée de la Tchéquie dans l'Union européenne tendent à rendre progressivement ces revendications obsolètes.
Les problèmes juridiques soulevés par les décrets Beneš sont à nouveau l'objet de débat, en Tchéquie comme en Allemagne, lors de l'entrée du pays dans l'Union européenne en 2004. Le gouvernement tchèque négocie une exemption aux principes européens de libre marché et interdit pour une période supplémentaire de dix ans l'achat de biens fonciers par des citoyens européens. Une des raisons mises en avant est la crainte que les exilés sudètes puissent revenir en masse et profiter des prix fonciers dévalorisés pour racheter les biens familiaux dans les régions fragilisées.